# Suchcice (województwo łódzkie)
Suchcice – wieś w Polsce położona w województwie łódzkim, w powiecie bełchatowskim, w gminie Drużbice.
W latach 1975–1998 miejscowość położona była w województwie piotrkowskim.

## Zabytki
Według rejestru zabytków Narodowego Instytutu Dziedzictwa na listę zabytków wpisane są obiekty:
- kościół parafialny pw. św. Ignacego Loyoli, 2 poł. XIX w., nr rej. 179 z 26.05.1967
- park dworski i zieleń wokół kościoła, koniec XVIII w., nr rej. 337 z 28.03.1984